# William Kroll
William Kroll (n. 30 ianuarie 1901, New York City, New York, SUA – d. 10 martie 1980, Boston, SUA) a fost un compozitor și violonist american.